# 引導性問題
引導性問題（leading question）或暗示性審問（suggestive interrogation），通常用於描述審問嫌疑犯的情形，是指提問內容包含了審問者對事件的解釋與想法。
引導性問題使被審問者的回答容易被組合成審問者內心預先設想的故事，無法充分反映真實情況，也容易讓被審問者有所警覺，因此通常是被要求避免的。

## 示例
例一
「昨晚八點你是否在總統府？」
此問題透露出審訊者想知道關於總統府的線索。非引導性的問題應如：「昨晚八點，你在哪裏？」
例二
「在你有限的視線中，你覺得被告的車速是不是太快了？」
此問題透露出審訊者認為被告車速太快及被審訊者當時看不清楚。非引導性的問題應如：先問「你覺得被告的車速有多快？」再問「你當時能看得清楚嗎？」「你當時能看到多遠？」

## 相關概念
- 誘導性提問：引導性問題之缺失主要在於透露了詢問者心中的想法；誘導性提問之缺失主要在於操控了回答者的思考範圍。

## 外部連結
- （英文） http://legalservicesindia.com/article/article/leading-questions-462-1.html （页面存档备份，存于）